# Marcin Siegieńczuk
Marcin Siegieńczuk (ur. 20 lutego 1979 w Białymstoku) – polski piosenkarz, kompozytor i autor tekstów. Były wokalista zespołu Toples (muzyka disco polo). Mieszka w Białymstoku. Prowadzi własną wytwórnię muzyczną Musicside.
Zadebiutował w czerwcu 1998, a kilka miesięcy później, w lutym 1999 wydał pierwszą płytę, zatytułowaną „Ciało do ciała”. W kwietniu 2007 pod szyldem zespołu Tsoonami wydał anglojęzyczną płytę „Louder-Faster-Higher”. W maju 2009 ukazał się nowy materiał Marcina Siegieńczuka „Niczego nie żałuję”, na którym znajduje się 17 utworów.
Po konflikcie z firmą Green Star występuje pod nazwą Marcin Siegieńczuk.
Od kilkunastu lat trenuje w klubie Oyama Karate, posiada trzeci stopień mistrzowski (3 dan).
Od 5 października 2013 roku do grudnia 2015 prowadził autorski program Profesorre Toplalala na antenie Polo TV. Jako gospodarz show analizował treść największych przebojów disco polo pod kątem „bezsensu w densie”.

## Dyskografia
Z zespołem Toples:
- Ciało do ciała (1999)
- Kochaś (2000)
- Kobiety rządzą nami (2001)
- Ale szopka! (2001)
- Nie mydło, nie granat (2002)
- Gdzie strona tam żona (2003)
- 1998 – 2003 (2004)
- Zostajemy do końca (2005)

Z zespołem Tsoonami:
- Louder - Faster - Higher (2007)
- Atak (2007)

Jako Marcin Siegieńczuk:
- Moje piosenki – Moje życie 1998-2008 (2008)
- Niczego nie żałuję (2009)
- Polskie disco (2010)
- Wszystko jest kwestią ceny (2012)
- Taka szopka (2012)
- Grandes cojones (2014)
- Co w Vegas (2023)

## Skład zespołu
- Marcin Siegieńczuk – śpiew
- Hubert Grabowski – gitara basowa
- Damian Czaczkowski – instrumenty perkusyjne
- Przemysław Gereluk – gitary
- Tomasz Czech – instrumenty klawiszowe